# Cethosia woodlarkiana
Cethosia woodlarkiana är en fjärilsart som beskrevs av Hans Fruhstorfer 1902. Cethosia woodlarkiana ingår i släktet Cethosia och familjen praktfjärilar. Inga underarter finns listade i Catalogue of Life.